# Велика синагога (Володимир)
Велика синагога – втрачений головний молитовний будинок юдейської громади у Володимирі. Розташовувалась на сучасній вулиці Роксолани.

## Історія
Збудована у 1801 р. Серед прихожан цієї синагоги переважали заможні мешканці міста. Зокрема, до них належав фельдшер Табак. Будівля була споруджена в античному стилі. При синагозі діяла Талмуд Тора.
За переказами, дозвіл на будівництво великої синагоги надав князь Любомирський. Він же пожертвував будівельні матеріали. Коли майстри запитали у нього про розмір синагоги, то він відповів «фундамент має бути такий, щоби я міг проїхати своєю каретою з трьома кіньми».
У 1900 р. синагога сильно постраждала від пожежі. Синагогу відвідував Семен Ан-ський.
Велика синагога неодноразово ставала центром громадського життя єврейської громади. У 1929 р. у її дворі відбулась велика демонстрація проти погромів у Палестині.
Зазнала ушкоджень у перші дні радянсько-німецької війни. Після знищення нацистами єврейської громади стояла пусткою. 
У 1951 році міська влада розібрала синагогу. Стіни синагоги виявились настільки міцними, що їх довелось розбирати за допомогою танків[джерело?].

## Галерея

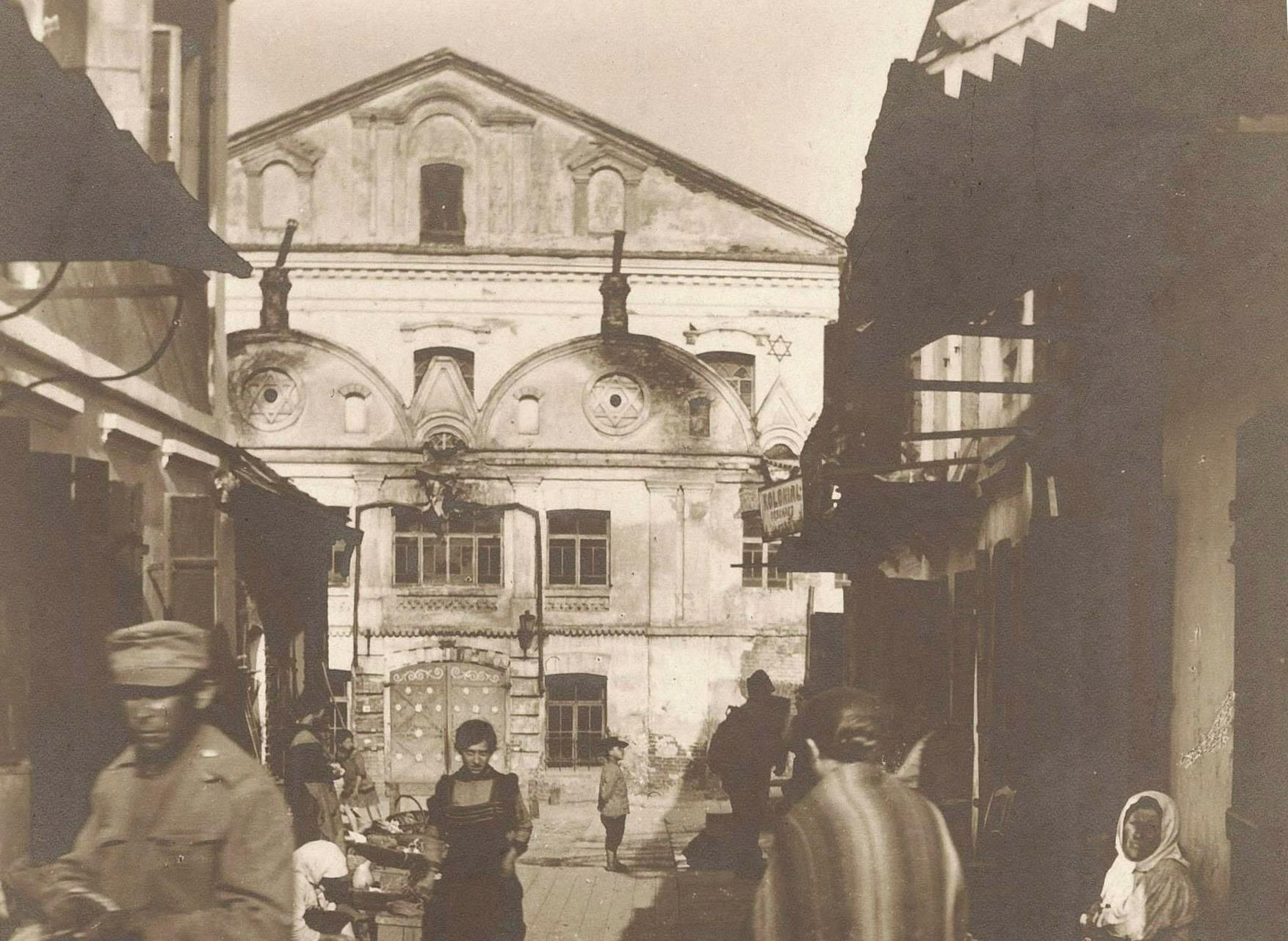
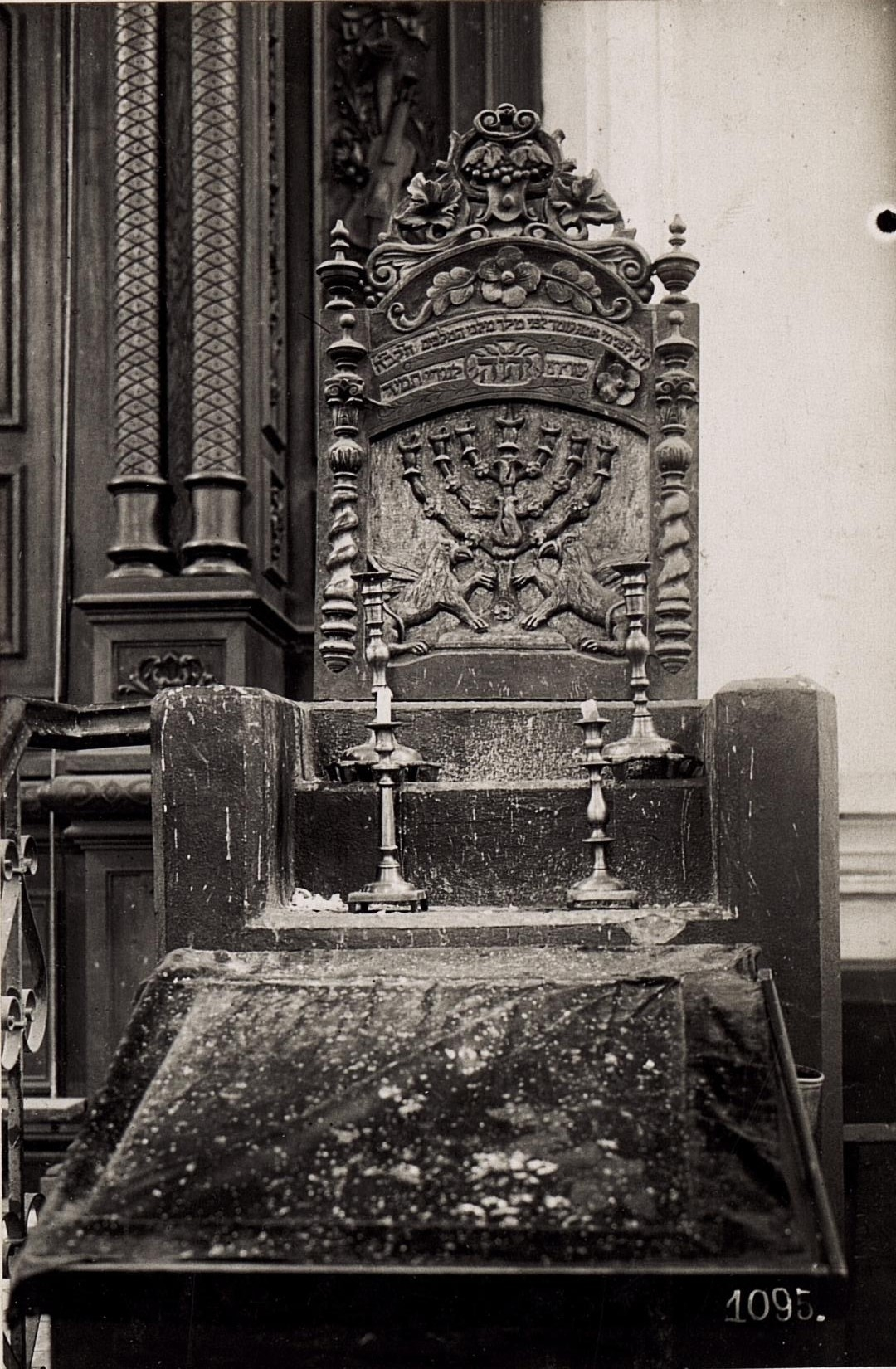
Деталі інтер'єру (BildID 15708685)
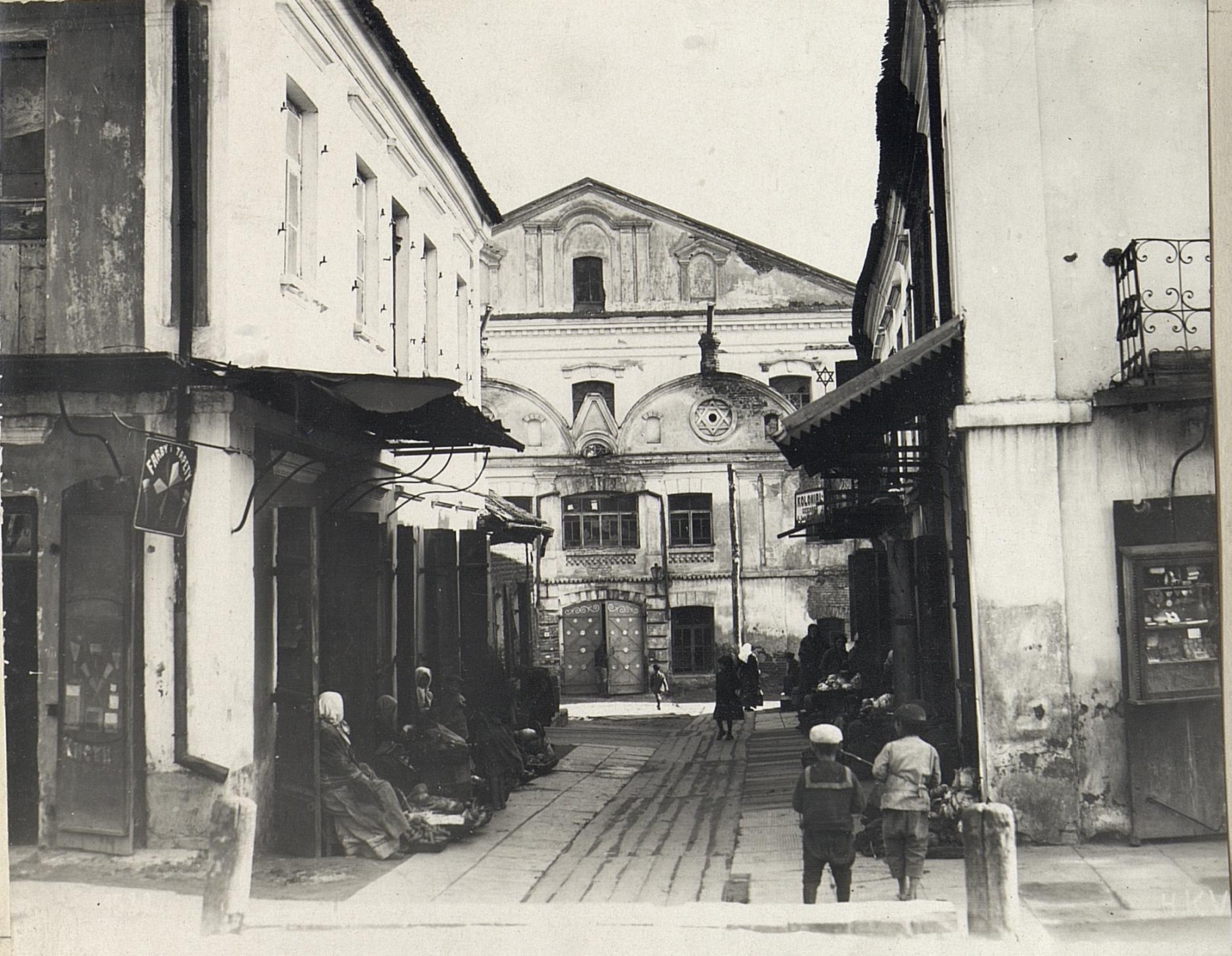
(BildID 15687449)
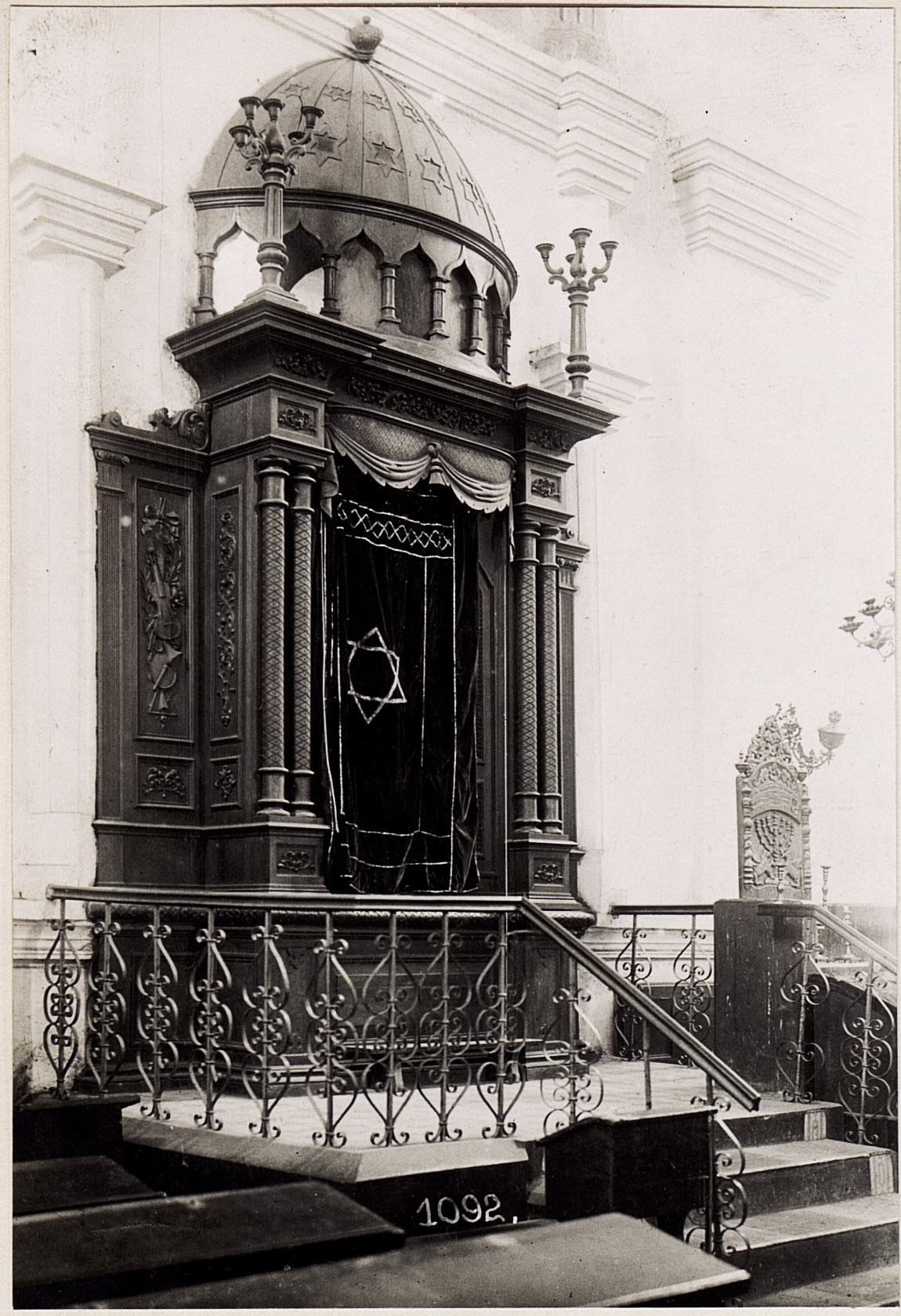
Деталі інтер'єру (BildID 15708664)
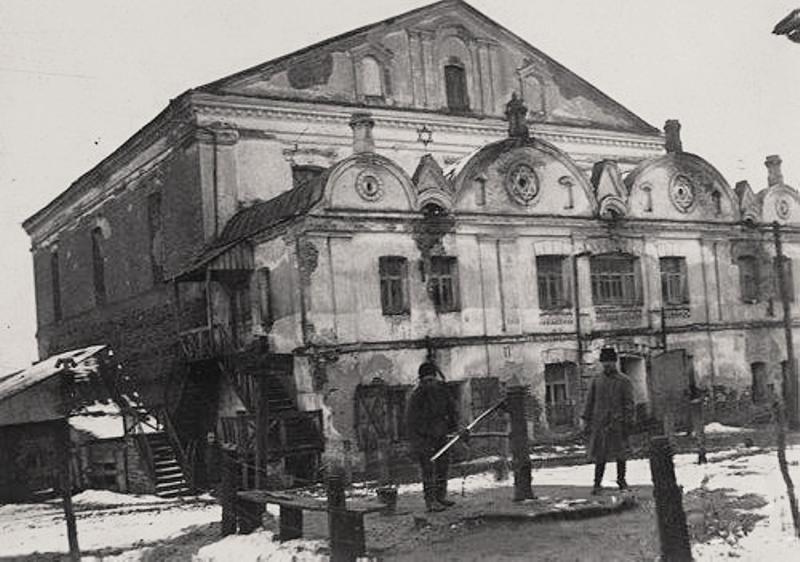
Велика синагога у Володимирі-Волинському

## Кантори
- Реб Девід Клігер[4]